# Sigismondo Foschi
Sigismondo Foschi (Faenza, 1495 ca – 1536 ca) è stato un pittore italiano.

## Biografia
Figlio dell’orafo e argentiere di Faenza Antonio Foschi detto della “Fiorentina”, e fratello di Benedetto e Giuliano, futuri pittori, si formò probabilmente a Firenze presso Giovanni Antonio Sogliani o Frà Bartolomeo e Andrea del Sarto. Nel 1520 è ricordato dai documenti per la commissione di una pala per la Chiesa di S. Francesco di Faenza (ora perduta), poi nel 1522 per la pala con l’Assunzione della Vergine, per la Chiesa di S. Maria Assunta di Solarolo.
Gli stretti rapporti con Firenze vengono mantenuti durante tutta la sua carriera artistica, mostrando evidenti riferimenti all'ambito di Frà Bartolomeo e Andrea del Sarto, soprattutto nella pala con la Madonna, il Bambino e quattro Santi, eseguita nel 1527 per la Chiesa di S. Bartolomeo di Faenza (Milano, Pinacoteca di Brera, attualmente esposta a Faenza, nella Pinacoteca Comunale di Faenza), a lungo ritenuta opera del Frate.
Altre opere, prima attribuite al Foschi, vengono oggi prudentemente attribuite all’ambito dell’artista, come l’immagine della Madonna dell’Angelo, venerata nella Chiesa di S. Maria dell’Angelo di Faenza e l’Incredulità di S. Tommaso, pala della chiesa del Suffragio di Faenza, in cattivo stato di conservazione.
Pittore di un certo rilievo nell’ambito della pittura faentina della prima metà del Cinquecento e rappresentante dell’indirizzo rivolto al protomanierismo fiorentino, si segnala come buon colorista, per la sicurezza nel rendere il chiaroscuro e le morbidezze di alcuni sfumati riservando talvolta una certa libertà e disinvoltura nell'uso di toni aspri e freddi.

## Opere
- Cristo portacroce, tavola - Pinacoteca Comunale, Faenza
- Madonna col Bambino e i SS. Paolo, Giovanni Battista, Benedetto (?), Sebastiano, Caterina e Apollonia, su pinacotecafaenza.racine.ra.it. URL consultato il 28 dicembre 2017 (archiviato dall'url originale il 17 dicembre 2017)., tavola, 1520-1532 - Pinacoteca Comunale di Faenza, Faenza
- Madonna con Bambino, S. Giovannino e S. Antonio, tavola - Pinacoteca Comunale, Faenza
- Madonna con Bambino e quattro Santi, tavola, 1527 - Pinacoteca Comunale, Faenza
- Madonna del Soccorso, tavola (attribuito da F. Zeri), Berlin, Gemäldegalerie
- Sacra Famiglia (attribuzione da f. Zeri), Boston, Museum of Fine Arts

## Enciclopedie e dizionari
- THIEME-BECKER, 12, 1916 (con bibliografia);
- GALETTI-CAMESASCA, II, 1951;
- Colnaghi ed., C.E. Malvani, 1986;
- Dizionario Enciclopedico Bolaffi, V, p. 76;
- Dizionario Biografico degli Italiani, 49, 1997 (con bibliografia).